# Frutuoso Pinto da Costa
Frutuoso Pinto da Costa, primeiro e único barão do Catu (Bahia — Rio de Janeiro, 3 de abril de 1871), foi um nobre brasileiro.
Comandante da Guarda Nacional de Jaguaripe, foi agraciado cavaleiro da Imperial Ordem de Cristo e depois barão em 18 de agosto de 1860.
Morreu solteiro e sem herdeiros.